# Superliga de Baloncesto de Rusia
La Superliga de Baloncesto de Rusia es en la actualidad la segunda división del baloncesto en Rusia, por detrás de la VTB United League. Hasta 2010 fue la máxima competición del país, formándose en esa fecha la Professionálnaya basketbólnaya liga, que acabaría por fusionarse con la mencionada VTB United League.

## Campeones

### Super League A (1ª división)
- 1992 CSKA Moscú
- 1993 CSKA Moscú
- 1994 CSKA Moscú
- 1995 CSKA Moscú
- 1996 CSKA Moscú
- 1997 CSKA Moscú
- 1998 CSKA Moscú
- 1999 CSKA Moscú
- 2000 CSKA Moscú
- 2001 Ural Great Perm
- 2002 Ural Great Perm
- 2003 CSKA Moscú
- 2004 CSKA Moscú
- 2005 CSKA Moscú
- 2006 CSKA Moscú
- 2007 CSKA Moscú
- 2008 CSKA Moscú
- 2009 CSKA Moscú
- 2010 CSKA Moscú

### Super League (2ª división)
- 2011 Spartak Primorye
- 2012 Ural Yekaterinburg
- 2013 Ural Yekaterinburg
- 2014 Avtodor Saratov
- 2015 Novosibirsk
- 2016 PSK Sakhalin
- 2017 Universitet Yugra Surgut
- 2018 BC Spartak Primorye
- 2019 BC Samara
- 2020 ninguno
- 2021 BC Samara
- 2022 BC Uralmash Yekaterinburg
- 2023 BC Uralmash Yekaterinburg

## Palmarés
| Club                     | Títulos | Años ganadores       |
| ------------------------ | ------- | -------------------- |
| CSKA Moscú               | 17      | 1992–2000, 2003–2010 |
| Ural Great Perm          | 2       | 2001, 2002           |
| Ural Yekaterinburg       | 2       | 2012, 2013           |
| Uralmash Yekaterinburg   | 2       | 2022, 2023           |
| Spartak Primorye         | 2       | 2011, 2018           |
| Avtodor Saratov          | 1       | 2014                 |
| Novosibirsk              | 1       | 2015                 |
| PSK Sakhalin             | 1       | 2016                 |
| Universitet Yugra Surgut | 1       | 2017                 |